# Политически партии в САЩ
Политическите партии в САЩ играят важна роля в политическия живот на страната, макар че Конституцията не постановява изрично тяхното съществуване. Традиционно за САЩ е характерна двупартийна система, тъй като от средата на 19 век насам в американската политика доминират две големи политически партии, Демократическата партия и Републиканската партия, неизменно побеждаващи на избори и редовно сменящи се в управлението.
Политолози и историци разделят развитието на двупартийната система на Америка на пет периода. От 1930-те години насам демократите заемат в американската политика позиция малко вляво от центъра, а републиканците са вдясно от центъра.
Освен тях в САЩ има още 38 федерални (национални) „трети“ партии, без да се броят регионалните, но те почти не оказват влияние върху политиката. От време на време член на някоя от малките партии успява да бъде избран в Камарата на представителите или Сената. В някои щати има партии с доста голямо влияние върху регионалната политика, например Върмонтската прогресивна партия.

## История
Конституционният конвент във Филаделфия приема Конституцията на САЩ на 16 септември 1787 година. В нея не става дума за политически партии, които към онзи момент и не съществуват. Нещо повече, мнозина от бащите-основатели не харесват идеята за политически партии, спорещи „групировки“, за които са убедени, че се интересуват повече от съперничество помежду си, отколкото да работят за общото благо. Те искат отделните граждани да гласуват за отделни кандидати без намесата на организирани групи. Например Александър Хамилтън и Джеймс Мадисън пишат във „Федералистът“ за вредата от вътрешни политически фракции. Джордж Вашингтон не е член на партия нито при избирането си, нито по време на президентския си мандат. Опасявайки се от конфликти и застой, той смята, че в избраните от народа правителства не следва да се поощрява [партиен] дух. Все пак, необходимостта да се гарантира подкрепата на избирателите на избори води до това, че вече в началото на 1790-те се образуват първите политически партии. Последователите на Александър Хамилтън се наричат федералисти и подкрепят идеята за силна централна власт, която защитава интересите на търговията и индустрията. Последователите на Томас Джеферсън и Джеймс Мадисън се наричат демократи-републиканци и предпочитат идеята за децентрализирана аграрна република, в която федералната власт има ограничени правомощия. Първите избори с участието на две политически партии, републиканци и федералисти, са през 1796 г. и в тях Джон Адамс побеждава Джеферсън и става втори президент на САЩ.
След Британско-американската война от 1812 всички са обхванати от силен национализъм и партията на федералистите залязва. След два мандата на Мадисън президент става Джеймс Монро. Периодът на неговото президентство е наречен „Ерата на добрите чувства“ поради липсата на остро партийно противопоставяне – практически всеки политик е принадлежал към Демократично–Републиканската партия.
Поради икономическата и териториалната експанзия в първата половина на 19 век мнозина американци започват да обмислят бъдещето на републиката. Според едни бързият растеж предизвиква социален хаос и от първостепенна важност е държавата да сложи ред с ясна управленска система. Според други най-голямата опасност са растящото неравенство и привилегиите и те смятат, че обществото трябва да престане да толерира елита и трябва да предостави възможности за развитие на повече хора. Поддръжниците на тази кауза идват на власт с избирането на Андрю Джаксън за президент през 1828 г. Демократите-републиканци стават демократи, а Джаксън внася много промени в управлението и най-вече въвежда в американската политика системата „по заслуги“. След избирането му за президент много чиновници на държавна служба са заменени от хора, работили за неговото избиране. Той вижда в това подкрепа за демокрацията, тъй като повече хора се включват в политиката, но последователите на Джаксън не са съвършени демократи. Те с готовност приемат икономическото, социалното и половото неравенство; не правят нищо за отмяна на робството, по-скоро го подкрепят. Затова е създадена Партията на вигите, която да противодейства на Демократическата партия на президента и така се институционализират политическите партии. 
През 50-те години на ХІХ в. проблемът с робството става ключов, а разногласията са свързани по-специално с въпроса дали да бъде разрешено съществуването му в новите територии на страната на Запад. Взема се решение робството да се забрани, но само в Калифорния. През 40-те и 50-те години на 19 век нараства напрежението между северните и южните щати по редица спорни въпроси, сред които робството, автономията на щатите и пълномощията на централното правителство. Вътрешните несъгласия довеждат до разпадането на Партията на вигите и политическото движение Ноу Нотинг. На тяхно място се появяват Партията на свободната земя през 1848 г., Републиканската партия през 1854 г., Партията на конституционния съюз през 1860 г. Същата година и последната общонационална партия, Демократическата, се разцепва на две регионални части – северна и южна. Кандидатите за президент на САЩ през 1860 година са: Ейбрахам Линкълн от Републиканската партия, Стивън Дъглас от Северни демократи, Джон Брекинридж – Южни демократи и Джон Бел от Партията на конституционния съюз. Републиканската партия, чиято основна позиция е робството да бъде забранено във всички територии, успява да излъчи Линкълн за президент.
След Гражданската война настъпва т.нар. период на реконструкция, когато американците се опитват да се обединят и да възстановят единната държава. Значително се увеличава притокът на имигранти от чужбина, като между 1880 и 1914 г. в САЩ пристигат над 22 милиона души. Много от тях намират работа в големите фабрики и живеят в големите градове Ню Йорк, Чикаго и Бостън, но често живеят в мизерни и гъсто населени жилищни блокове. Това ги прави подходяща цел за политическа агитация при избори срещу различни обещания. В същото време лошите условия на работа, растящото неравенство и бедността, съчетани с анархистките и социалистическите идеи, внесени от имигрантите, създават работническо движение и често избухват стачки.
След Гражданската война хората продължават да мигрират на запад, където по силата на закон от 1862 г. получават земя, и се формират нови щати. Новосъздадените ферми обаче срещат големи трудности и към края на века възниква недоволство срещу железниците поради скъпите тарифи за превоз. Фермерите се организират в групи, които дават началото на политическото движение на популистите. Те искат реформи в областта на данъчното облагане и пряко избиране на сенаторите, но популистката Народна партия има кратък живот (до 1896). През 1920-те години се засилва влиянието на Комунистическата партия на САЩ, която успява да организира профсъюзите и още отрано започва да се бори срещу фашизма, като членската ѝ маса нараства през 30-те и достига 75 000 души през 1940 – 41 г. .
Партиите вече са се утвърдили като основните политически организации и подкрепата за някоя от тях се е превърнала във важен елемент от мисленето на повечето граждани. Лоялността към определена партия се предава от бащи на деца, а партийната дейност – включително зрелищните кампании, маршируващите униформени групи и факелните шествия – вече е част от социалния живот.
Към 20-те години на ХХ в. обаче тази шумна простонародност отшумява. Общинските реформи, реформата на държавната администрация, законите срещу корупцията и предварителните избори за определяне на кандидатите за президент, допринасят за изчистване на политиката. В страната остават на практика само две политически партии и възниква двуполюсен модел – едната партия управлява, а другата е в опозиция.

## Съвременна политическа система
За съвременната политическа система е характерна доминацията на Демократическата и Републиканската партия, неизменно побеждаващи на избори и редовно сменящи се в управлението. Те контролират Конгреса на САЩ и Законодателните събрания на всички щати. Демократите и републиканците са основни противници и на президентските избори в болшинството избори за губернатори на щати и кметове на градове. Другите партии само от време на време достигат до представителство на федерално или щатско ниво и най-често нямат възможност да влияят на политиките дори и на местно ниво.

### Демократическа партия
Демократическата партия е основана със сегашното си име от Андрю Джаксън през 20-те години на 19 век, но води началото си от Томас Джеферсън и Демократическо-републиканската партия през 1792 г. Демократическата партия е със седалище във Вашингтон.

### Републиканска партия
Републиканската партия е основана на 20 март 1854 г. Политическата ѝ платформа е израз на консерватизма в американския политически спектър и се смята за център-дясно, в противоположност на демократите от център-ляво.

### Други партии
От време на време се появява друга партии и получава дял от гласовете, поне за известно време. През последните години това е например Реформистката партия на Рос Перо, която постига относително добри резултати на президентските избори през 1992 и 1996 г. Когато е избран за губернатор на Минесота през 1998 г., Джес Вентура става първият кандидат на Реформистката партия, спечелил щатска длъжност. Тези партии трудно оцеляват, защото често едната или и двете големи партии присвояват най-популярните им тези, а заедно с тях и гласоподавателите им.